# خان اللبن الشرقية
خان اللبن الشرقية هو موقع أثري تاريخي يقع في بلدة اللبن الشرقية جنوب مدينة نابلس في الضفة الغربية بفلسطين. خان (أي نُزُل أو استراحة قديمة) كان يُستخدم في العهد العثماني وأحياناً قبله كاستراحة للمسافرين والقوافل على الطريق بين نابلس والقدس. يعود تاريخه إلى العهد العثماني، وكان يُستخدم كمحطة للقوافل والمسافرين. الموقع يضم نبع ماء مهم، وتبلغ مساحته مع الأراضي المحيطة حوالي 300 دونم.

## التاريخ

### الوظيفة التاريخية
كان بمثابة محطة للقوافل التجارية والمسافرين، حيث يُقدم لهم المأوى والطعام والراحة. كان يؤدي دورًا أساسيًا في البنية التحتية للطرق التجارية القديمة في بلاد الشام، خاصة في العهدين المملوكي والعثماني. خان هو لفظ فارسي الأصل يُستخدم للإشارة إلى مبانٍ كبيرة كانت تُشيَّد على الطرق التجارية وتُعرف أيضًا بـ"الرباط" أو "الوكالة.
- يُستخدم كـ:
  - استراحة للقوافل والمسافرين.
  - مكان للتزود بالماء والطعام.
  - أحيانًا مخزن للبضائع.
  - مكان آمن للمبيت في الطرق التي كانت خطرة أو طويلة.
- تواجد نبع ماء بجوار الخان جعله محطة استراتيجية لتوقف القوافل والمسافرين.

### العصر التاريخي
يُعتقد أن الخان بني خلال العهد العثماني (القرنين 16 – 19)، وهناك آراء تُشير إلى أنه ربما بُني على أنقاض منشأة أقدم تعود إلى العصر المملوكي (1250–1517). الطراز المعماري: يظهر التأثير المعماري العثماني بوضوح في طريقة بناء الحجارة، الأقبية، والأقواس. في العهد العثماني، كانت هناك شبكة من الخانات المنتشرة على طول الطرق الرئيسية بين المدن الكبرى (مثل نابلس والقدس) لخدمة التجارة والحجاج والمسافرين.

### الموقع
يقع قرب الطريق الرئيسية بين نابلس ورام الله، في مكان استراتيجي بين المرتفعات الجبلية. يقع خان اللبن الشرقية في قرية اللبن الشرقية، جنوب محافظة نابلس. بالقرب من مستوطنات إسرائيلية حديثة مثل "عيلي" و"معاليه ليفونا"، ما جعله مركزًا لصراع سياسي وأمني في العقود الأخيرة. الخان يُطل على وادٍ خصب، وتحيط به أراضٍ زراعية كانت وما زالت مورد رزق للأهالي.

## أهمية خان اللبن
تعكس البنية التحتية التي كانت موجودة لدعم التجارة والتنقل في فلسطين التاريخية. سياسية معاصرة: المنطقة حول خان اللبن أصبحت نقطة توتر بين الفلسطينيين والمستوطنين الإسرائيليين، حيث يُواجه أهالي اللبن الشرقية محاولات لمنعهم من الوصول إلى أراضيهم القريبة من الخان.

## الاعتداءات
في السنوات الأخيرة، تعرض خان اللبن لعدة اعتداءات من قبل مستوطنين، كان آخرها في مايو 2022، حيث هاجم مستوطنون الخان ومنزل صاحبه، خالد دراغمة، وقاموا بتخريب محتوياته. وقال دراغمة إن المستوطنين هددوه أثناء محاولته الاقتراب منهم، وأشار إلى أن دورية لجيش الاحتلال كانت قريبة ولم تتدخل.
تستمر محاولات الاحتلال والمستوطنين للسيطرة على الموقع، حيث يهاجمونه بشكل متكرر، ويقومون بتخريب المنشآت الزراعية والبنية التحتية، بهدف ربط المستوطنات المجاورة ببعضها البعض.
خالد دراغمة هو صاحب "خان اللبن الشرقية" في قرية اللبن الشرقية جنوب نابلس بفلسطين. يُعد دراغمة رمزًا للصمود الفلسطيني في مواجهة محاولات الاحتلال الإسرائيلي والمستوطنين الاستيلاء على أراضيه وممتلكاته.

### أبرز محطات صمود خالد دراغمة
- الاعتداءات المتكررة: تعرض منزل دراغمة لعدة هجمات من قبل المستوطنين، حيث قاموا بتكسير النوافذ والأبواب وكتابة شعارات عنصرية على الجدران. في إحدى المرات، هاجم أكثر من 35 مستوطنًا المنزل حاملين الأسلحة البيضاء والعصي، مما أدى إلى إصابة زوجته وأطفاله.
- التهديدات والضغوط: قبل هذه الاعتداءات، حاول المستوطنون إقناع دراغمة ببيع الأرض أو مغادرتها، مقدمين عروضًا مالية مغرية، لكنه رفض جميع هذه المحاولات.
- مواجهة الاحتلال: في مايو 2022، حاول مستوطنون اقتحام الخان لأداء صلوات تلمودية، لكن دراغمة تصدى لهم، رغم وجود دورية لجيش الاحتلال كانت توفر الحماية للمستوطنين.[7]
- الاعتقالات: اعتقل دراغمة عدة مرات بسبب تصديه للمستوطنين، وفي إحدى المرات، حُكم عليه بالسجن 10 سنوات بعد محاولة قتل من أحد المستوطنين، لكنه تمكن من إثبات براءته من خلال تسجيل فيديو للواقعة سجله ابنه الأصغر.[8]

خلال مقابلة له، أكد دراغمة:
"هذه حياتنا وهذا هو نضالنا، ولن نترك الخان". يُعتبر دراغمة وأسرته رمزًا للمقاومة الشعبية السلمية في مواجهة الاحتلال والاستيطان.(وكالة قدس نت للأنباء)